# Anagyrus trjapitzini
Anagyrus trjapitzini är en stekelart som beskrevs av Sharipov 1983. Anagyrus trjapitzini ingår i släktet Anagyrus och familjen sköldlussteklar.
Artens utbredningsområde är Tadzjikistan. Inga underarter finns listade i Catalogue of Life.